# Leslie Fox
Leslie Fox (Dewsbury, West Yorkshire, 30 de setembro de 1918 — Oxford, 1 de agosto de 1992) foi um matemático britânico. Conhecido por suas contribuições à análise numérica.
Fox estudou matemática na Christ Church (Oxford), com graduação em 1939, onde continuou a pós-graduação no departamento de engenharia. Enquanto trabalhando no seu D.Phil. em engenharia computacional sob orientação de Richard Vynne Southwell também esteve engajado em trabalho de guerra altamente secreto. Trabalhou com solução numérica de equações diferenciais parciais em uma época em que a álgebra linear numérica era programada em calculadoras. Algumas de suas obras foram publicadas após ofim da Segunda Guerra Mundial em trabalho conjunto com seu orientador Richard Vynne Southwell.
Após seu doutorado em 1942 Fox começou a trabalhar no Admiralty Computing Service. Após o finalda guerra em 1945, foi trabalhar na mathematics division do National Physical Laboratory do Reino Unido, de onde saiu em 1956, passando um ano na Universidade da Califórnia. Em 1957 Fox assumiu um cargo na Universidade de Oxford, onde montou o Laboratório de Computação. Em 1963 foi indicado Professor de Análise Numérica em Oxford e fellow do Balliol College (Oxford).
O laboratório de Fox emOxford foi uma das organizações fundadoras do Numerical Algorithms Group, e Fox foi também um dedicado apoiador do Institute of Mathematics and its Applications (IMA). O Prêmio Leslie Fox de Análise Numérica do IMA é denominado em sua homenagem.

## Obra matemática
Uma descrição detalhada das pesquisas matemáticas de Fox pode ser encontrada em seu obituário, escrito por David F. Mayers e Joan E. Walsh, publicado originalmente em Bulletin London Maths Soc. 31 (1999), 241-247.

## Publicações selecionadas
- Leslie Fox, The Numerical Solution of Two-Point Boundary Problems in Ordinary Differential Equations, 1957, reprinted by Dover 1990 ISBN 0-486-66495-3
- L Fox,  An introduction to numerical linear algebra, 1964, Oxford University Press, Oxford, England, ISBN 0-19-500325-X
- L Fox, D.F. Mayers,  Numerical solution of ordinary differential equations. Chapman & Hall, London, 1987.  ISBN 0-412-22650-2